# John Veldman
John Veldman (ur. 24 lutego 1968 w Paramaribo, Surinam) – piłkarz holenderski grający na pozycji środkowego obrońcy.

## Kariera klubowa
Veldman pochodzi z Surinamu. Jako mały chłopiec wyemigrował z rodzicami do Holandii i osiadł w Utrechcie. Piłkarską karierę zaczynał w małym miejscowym klubie Elinkwijk Utrecht. Z czasem trafił do juniorów PSV Eindhoven, a w 1986 roku awansował do pierwszej drużyny. W Eredivisie zadebiutował 5 kwietnia 1987 w wygranym 5:0 meczu z FC Utrecht. W kadrze PSV znajdował się przez 3,5 roku, jednak nie zdołał wywalczyć sobie miejsca w podstawowej jedenastce i rozegrał przez ten okres raptem 11 meczów ligowych. W latach 1987–1989 zostawał z PSV mistrzem kraju oraz symbolicznym zdobywcą Pucharu Mistrzów w 1988 (był w kadrze, ale nie grał).
Zimą 1990 Veldman przeszedł do Willem II Tilburg, w którym doszedł do formy. Grał tam do lata 1991 i wtedy przeszedł do Sparty Rotterdam. Grając w Sparcie z czasem stał się jednym z lepszych obrońców ligi i miał niepodważalne miejsce na środku obrony klubu z Rotterdamu. Ze Spartą podobnie jak z Willem II nie odnosił sukcesów, gdyż klub albo zajmował miejsce w środku tabeli, albo bronił się przed spadkiem. W sezonie 1995/1996 zajął jednak wysoką 6. pozycję w lidze, a dobra postawa Veldmana została zauważona w Amsterdamie i po sezonie zawodnik przeszedł do tamtejszego Ajaksu. W Ajaksie miał jednak problemy z miejscem w składzie i walczył o z nie z Frankiem de Boerem, Winstonem Bogarde czy Danny Blindem. Klub rozegrał jednak słaby sezon i zajął dopiero 4. miejsce w lidze, co zostało uznane za porażkę.
Latem 1997 Veldman odszedł z klubu i przeszedł do SBV Vitesse. Nie był jednak już w takiej formie jak w Sparcie i grał mało, a do tego często leczył kontuzje. W 1998 roku zajął z Vitesse 3. miejsce, w 1999 – 4., a w 2000 także 4. Po 3 latach gry w Arnhem Veldman przeszedł na rok do RBC Roosendaal, z którym w sezonie 2000/2001 spadł z Eredivisie, a następnie zakończył piłkarską karierę.
| Sezon   | Klub              | Kraj     | Rozgrywki            | Mecze | Bramki |
| ------- | ----------------- | -------- | -------------------- | ----- | ------ |
| 1986/87 | PSV Eindhoven     | Holandia | Eredivisie           | 1     | 0      |
| 1987/88 | PSV Eindhoven     | Holandia | Eredivisie           | 1     | 0      |
| 1988/89 | PSV Eindhoven     | Holandia | Eredivisie           | 9     | 0      |
| 1989/90 | PSV Eindhoven     | Holandia | Eredivisie           | 0     | 0      |
| 1989/90 | Willem II Tilburg | Holandia | Eredivisie           | 27    | 0      |
| 1990/91 | Willem II Tilburg | Holandia | Eredivisie           | 32    | 0      |
| 1991/92 | Sparta Rotterdam  | Holandia | Eredivisie           | 31    | 0      |
| 1992/93 | Sparta Rotterdam  | Holandia | Eredivisie           | 27    | 0      |
| 1993/94 | Sparta Rotterdam  | Holandia | Eredivisie           | 33    | 0      |
| 1994/95 | Sparta Rotterdam  | Holandia | Eredivisie           | 32    | 0      |
| 1995/96 | Sparta Rotterdam  | Holandia | Eredivisie           | 29    | 0      |
| 1996/97 | AFC Ajax          | Holandia | Eredivisie           | 17    | 0      |
| 1997/98 | SBV Vitesse       | Holandia | Eredivisie           | 10    | 0      |
| 1998/99 | SBV Vitesse       | Holandia | Eredivisie           | 17    | 0      |
| 1999/00 | SBV Vitesse       | Holandia | Eredivisie           | 17    | 0      |
| 2000/01 | RBC Roosendaal    | Holandia | Eredivisie           | 14    | 0      |
|         |                   |          | Łącznie w Eredivisie | 297   | 0      |

## Kariera reprezentacyjna
W reprezentacji Holandii Veldman zadebiutował 24 kwietnia 1996 w przegranym 0:1 towarzyskim meczu z Niemcami (w 78. minucie zmienił Jaapa Stama). Był to jego jedyny mecz w pierwszej reprezentacji "Oranje". W tym samym roku był w kadrze na Euro 96, jednak nie wystąpił tam ani minuty (Holandia odpadła w ćwierćfinale).

## Sukcesy
- Mistrzostwo Holandii: 1987, 1988, 1989 z PSV
- Puchar Holandii: 1988, 1989, 1990 z PSV
- Puchar Europy: 1988 z PSV